# 军事化
军事化是一个社会为应对军事冲突和暴力而组织起来的过程。军事化与军国主义有关联，但并不完全等同，军国主义是反映国家军事化水平的意识形态，并将穷兵黩武的价值观强加于公民社会，这点无疑比军事化有更为极端和激进的影响； 同时与对军事、武装部队、武器和军事力量的颂扬有关联，包括象征性的阅兵，以及军队实际进行演习或战争。军事化过程涉及许多相互关联的方面，涵盖社会、政治、经济和教育等各个层面。
军事化可以有不同的理解方式，首先就是发展高度武装的潜在动机，地缘政治格局的影响；然后，就是使用武装部队执行非传统任务，例如：从事农工业的生产建设；以及打击非军事性质的内部威胁或执行警察负责的任务，例如：打击有组织犯罪。另一个例子就是把武装部队以外的安全部队、情报机构、边防部队等，发展成为半军事化武装组织。

## 地缘政治
国家面临军事或战争威胁的指数，会影响国家实施军事化的程度，以确保自己达到可接受的安全水平。和平国家面临威胁程度处于较低水平时，军队和军备水平可能相对较低；与之相反，随时可能面临攻击威胁的国家，其军队将优先获得大量的资金和人员。
这些威胁可能涉及：
- 邻近国家之间的權力平衡
- 恐怖主义、流氓國家、大规模杀伤性武器和國家恐怖主義
- 对国家利益的威胁，例如：对石油资源丰富地区的政治控制，或抵抗相互冲突的政治意识形态的传播

## 政治
政治军事化是指文官系统背景下表现的军国思想，例如：美国总统林登·约翰逊宣布的反贫困战争，以及理查德·尼克松宣布的反毒品战争，大都是付诸言辞的论战。它们并不是针对具体可以击败的敌人，而是将某个目标比喻为“战争”，象征解决这个问题需要付出的牺牲。政治军事化也可能是巩固行政权力的一种手段，因为“战争”意味着行政部门可以拥有紧急权力，调度国家机器实施暴力行动，这些在平时是要经过立法机构做出决策。此外，政客还会通过在其他社会问题的口水战，或是政府在任命“特别工作组”解决紧迫的政治或社会问题时，也会利用军国主义塑造强势形象。
政治军事化也可以体现在军队承担政治责任，最明显的例子就是军事独裁，统治者通过武装力量维持其政治权力；然而，即使是民主制度也无法免除高级政治官员中军人的存在。

## 外交
外交军事化倾向于使用军事方案解决外交关系，美国军队于二战结束后在美国外交政策及国家安全方面，一直发挥着重要作用。华盛顿邮报记者达娜·普里斯特在其著作《美国军队的使命：发动战争以保卫和平》（The Mission: Waging War and Keeping Peace With America's Military）中，断言美国外交落后于军队，并且越来越依赖军队来管理其在世界舞台上的角色，声称“在比尔·克林顿总统的领导下，军队在没有公众监督与和辩论的情况，逐渐在资源和全球影响力方面，超越文职政府的领袖。”

## 经济
经济军事化被用作创造就业机会和增加工业生产，来达到促进国家经济发展的战略目的，例如：阿道夫·希特勒在一战德国遭受破坏后，提出重振德国经济计划的一部分。它可能是指：
- 军事工业复合体（Military-Industrial Complex）
- 都市军事复合体（Metropolitan-Military Complex）

国营企业和经济部门落入军方手中时，经济军事化就会发生；因此，经济军事化意味着军队本身，即武装力量、准军事组织、军事官僚机构和特勤部门的成员，掌握某些公司企业甚至整个经济部门的经营管理权。 经济军国主义是围绕使用军事支出来支撑经济，或使用军事力量来控制经济资源的意识形态，这样就可以在产出和军费支出之间建立联系。

## 社会

### 宗教活动
基督教福音派的宗教祈祷活动，越来越多采取军事管理的风格，有些基督徒会自称为“祈祷战士”，在“祷告的战场”上进行“精神战斗”。精神战争的概念可能涉及到军事化的仪式，并经常在基督信仰中发挥作用。宗教军事化是教派组织与军事之间长期伙伴关系的演进，教会长期以来一直参与军事组织活动，进行各种传播策略，实现扩张基督教影响力的目标。这些策略开始以军事形象表达，使用诸如“入伍、集结、前进和闪电战”（enlist, rally, advance and blitz）等术语。在许多福音派团体中，政治军事化在历史重要时刻的加剧发展，会与宗教日益突出的军事意象同时发生，例如：1970年代越南战争的背景下，福音派参与军队侵略宣教扩张的军事化计划。

### 性别特质
军事在定义性别认同方面也发挥着作用，例如：战争电影中经常将阳刚的文化象征，与坚毅的战士联系起来； 战争在美国流行文化中的表现方式，通常会将男性身体视为战斗武器，为美国社会理想的男性气概做出深刻描绘。 军事才能对于理解欧美文化的当代男性气质，有着至关重要的作用。 第一次世界大战期间，经历过炮弹休克的士兵会被视为缺乏男性气概，无法完成战争任务的失败者。 维持军事体系仰赖男性和男性气概的意象，以及女性和女性气质的意象，包括堕落的女人和爱国母亲的意象。
妇女在战争期间，通常被动员执行与男性战斗角色不相容的任务，包括做饭、洗衣和护理。 妇女还被认为可以通过性交易，满足男性士兵在性方面的生理需求。

### 军民关系
军队在社会中的作用和形象，是体现军事化的一个意象，在历史的不同时期和地点，军人都被视为受人尊敬与尊崇的职业，例如：在二战中解放纳粹占领荷兰的盟军士兵享有声誉，或者美国人民支持美国士兵的海外任务。反恐战争期间，军人会被视为是英雄，例如：芬兰人民对绰号“白色死神”的芬兰狙击手的敬意，因为他歼灭许多俄罗斯侵略者。另外一种情况，人们会将士兵称为“婴儿杀手”，例如：美国反战人士在越战期间和战后对士兵的贬称；或者称为“战犯”，例如：对大屠杀负有战争罪的纳粹领袖和党卫队成员。
组织架构是军事化的另一个意象，二战之前（1939年—1945年）美国在经历重大冲突后，面临战后兵力的裁减，反映美国对庞大常备军力的怀疑；二战之后美国不仅保留军队，而且修订《1947年国家安全法案》重组民事和军事领导结构，设立国防部和国家安全委员会。该项法案还首次在美国政府设立中央情报局等永久性情报机构，反映文职政府的观点，认为需要将以前的军事情报纳入国家结构。
退伍军人进入商界或从政，可能会把军人思维和行话，带入他们的新环境，西点军校更是孕育许多美国政界及商业领袖的摇篮之一；因此，我们会看到“advertising campaigns”、“sales break-throughs”和“election victories”等含有军事术语的流行用语。许多中国企业热衷于军事化管理，包括华为、长虹、联想、远大、春兰等大型企业，都曾以融入“狼性”和“亮剑”精神的军事化管理闻名。
公民身份如何与兵役联系起来，在建立军民关系方面发挥着重要作用，实行志愿兵役制的国家与实行全民征兵制的国家，有着不尽相同的态度。某些国家的男性必须曾在军队服役，才能被视为合格的公民，例如：历史上的普鲁士规定，每名男性都必须服役，而服役是公民身份的一项要求；越战之后美国所有军队都实施募兵制，政府可以利用美国宪法第一条第八款于紧急情况下进行征兵，但自1975年实行新制后从未实施过；2016年以色列强制全民服兵役，形成几乎所有人都曾有军事经验的社会。

## 教育
社会军事化是结合军队在国民生活中的高度存在感，以及突出其正面形象的尊崇地位，在社会文化和行为中发挥教育影响，推广军人的精神面貌和态度。它不仅是为吸纳民众加入军事机构，更是把军队的价值观强加于社会，包括权威、阶级制度、纪律、服从和顺从、崇尚武力，以及由愛國主義及其規約符號所驱动的侵略和仇外心理。教育军事化在社会军事化的过程中尤其普遍，无论是在正规的学校教育方面，还是在非正式的家庭教育环境。

## 种族
社会与军队之间的种族互动：
- 德意志帝国时期，服兵役是德国公民身份的必要条件，但犹太人和其他外国人不得参军。[16]
- 纳粹德国大屠杀期间，党卫队犯下大规模的战争罪和反人类罪，包括处决数百万平民。
- 美国内战结束之后，服兵役成为黑人为国家服务的一种方式，并且在二战期间呼吁公民平等，军队是最早整合的国家机构之一。1948年杜鲁门总统发布第9981例行政命令，确立军队内部实施种族平等。军队也是种族整合的工具，1954年最高法院判决布朗訴托皮卡教育局案后，德怀特·艾森豪威尔总统于1957年派军前往阿肯色州小石城，废除一所学校的种族隔离设施。
- 美苏冷战期间，改善种族关系被视为国家安全问题，共产宣传将美国种族主义批评为重大缺陷，因此美国希望在可能容易受到共产主义影响的第三世界国家中，改善其国家形象。

埃莉诺·罗斯福曾经说过：“公民权利是一个国际问题……可能决定民主还是共产主义在世界上胜出。” 这种伪二分法在麦卡锡时代至整个冷战时期，获得进一步延续。

## 阶级
军队也是社会重组的一种手段，至少从法国大革命后的集体征兵开始，底层阶级已经可以通过军队获得更高的地位和流动性。此外，军官队伍开始向中产阶级开放，此前它只为贵族阶级保留。英国贵族的传统观念中，成为军官是“次子”的期望，因为他们不会获得家族继承权，选择成为军官的角色，被假定可以维持他们的贵族阶级。在美国服兵役的其中一个宣传观点，是让下层阶级可以接受难得的训练和经验，从而推动他们获得更高收入和社会地位；参军使许多社会经济地位较低的人，能够有机会接受大学教育和培训。此外，军队中的许多职位都涉及可转移技能，这些技能可以在士兵退役后，在常规劳动力市场上使用，例如：飞行员、空中交通管制员、机械师等。

## 警察

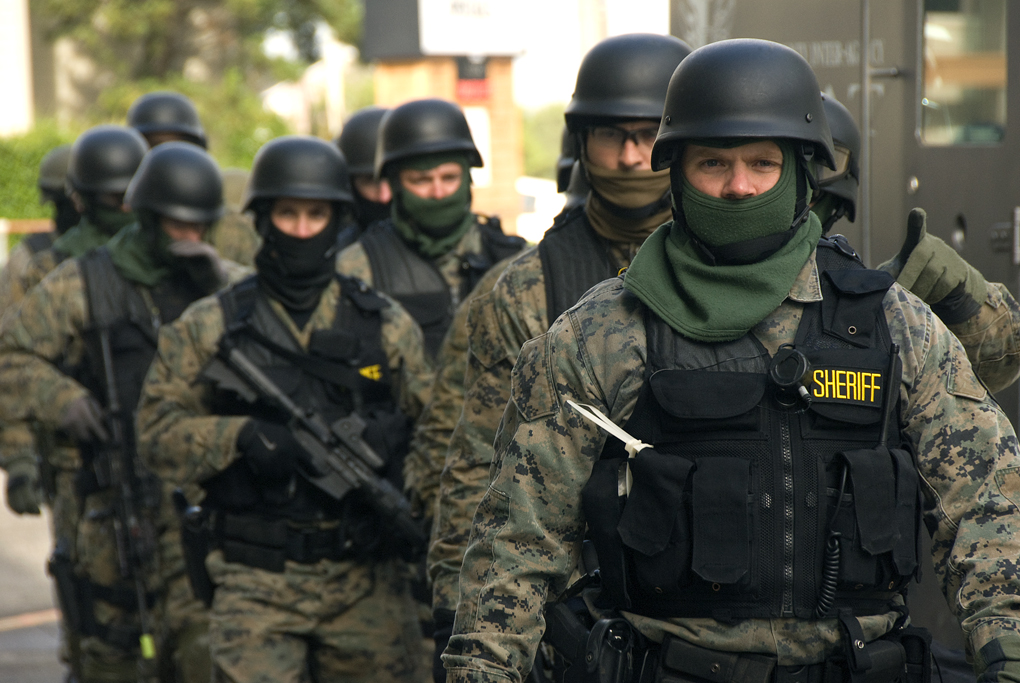
警察特警队员部分携带突击步枪准备演习

警察军事化涉及执法人员使用军事装备和战术，包括使用装甲输送车、突击步枪、冲锋枪、闪光弹、榴弹发射器、狙击步枪、特種武器和戰術部隊。 执法军事化还与针对公众和政治运动的情报机构信息收集有关，以及更具有侵略性的执法作风。 美国法学教授彼得·克拉斯卡（Peter Kraska）将执法军事化定义为“民警越来越多地借鉴军国主义和军事模式的原则，并围绕这些原则进行自我塑造的过程。”
观察者注意到抗议游行活动的军事化武装镇压。 1970年代以来，防暴警察使用装有橡胶子弹或塑料子弹的枪支，向抗议者开枪。 催泪瓦斯是1919年为控制骚乱而开发的武器，2000年代以前广泛用于镇压抗议者。大多数国家在签署各项国际条约后，都禁止在战争中使用催泪瓦斯； 但是，条约不包括将其用于国内执法，或是非战斗情况的治安用途。
美国政治光谱的两端都对警察军事化表示担忧，中右翼-自由主义者的加图研究所和中左翼的美国公民自由联盟，都对这种做法提出批评。警察兄弟会公开表示支持为执法人员配备军事装备，理由是这可以提高警察的安全，并使他们能够保护平民。